# Kaiserlich-königlich

Wapen van het keizerrijk Oostenrijk (1815)

Kaiserlich-königlich (Duits voor keizerlijk-koninklijk), vaak afgekort als k.k., was  ten tijde van het keizerrijk Oostenrijk de aanduiding van instellingen die voor het hele rijk golden. Vanaf 1867, met de oprichting van de Oostenrijks-Hongaarse dubbelmonarchie kreeg deze aanduiding echter een andere invulling. Van toen af aan sloeg kaiserlich-königlich enkel op Cisleithanië, dus het niet-Hongaarse deel van de dubbelmonarchie. De Hongaarse instellingen daarentegen werden vanaf 1867 als kaiserlich und königlich (k.u.k.) aangeduid.
Kaiserlich slaat hier op de titel "keizer van Oostenrijk". Königlich duidde tot 1867 op de titel "koning van Hongarije" en vanaf 1867 op de titel "koning van Bohemen".